# Doblada (comida mexicana)
Para usos de doblada en otras cocinas, véase doblada.

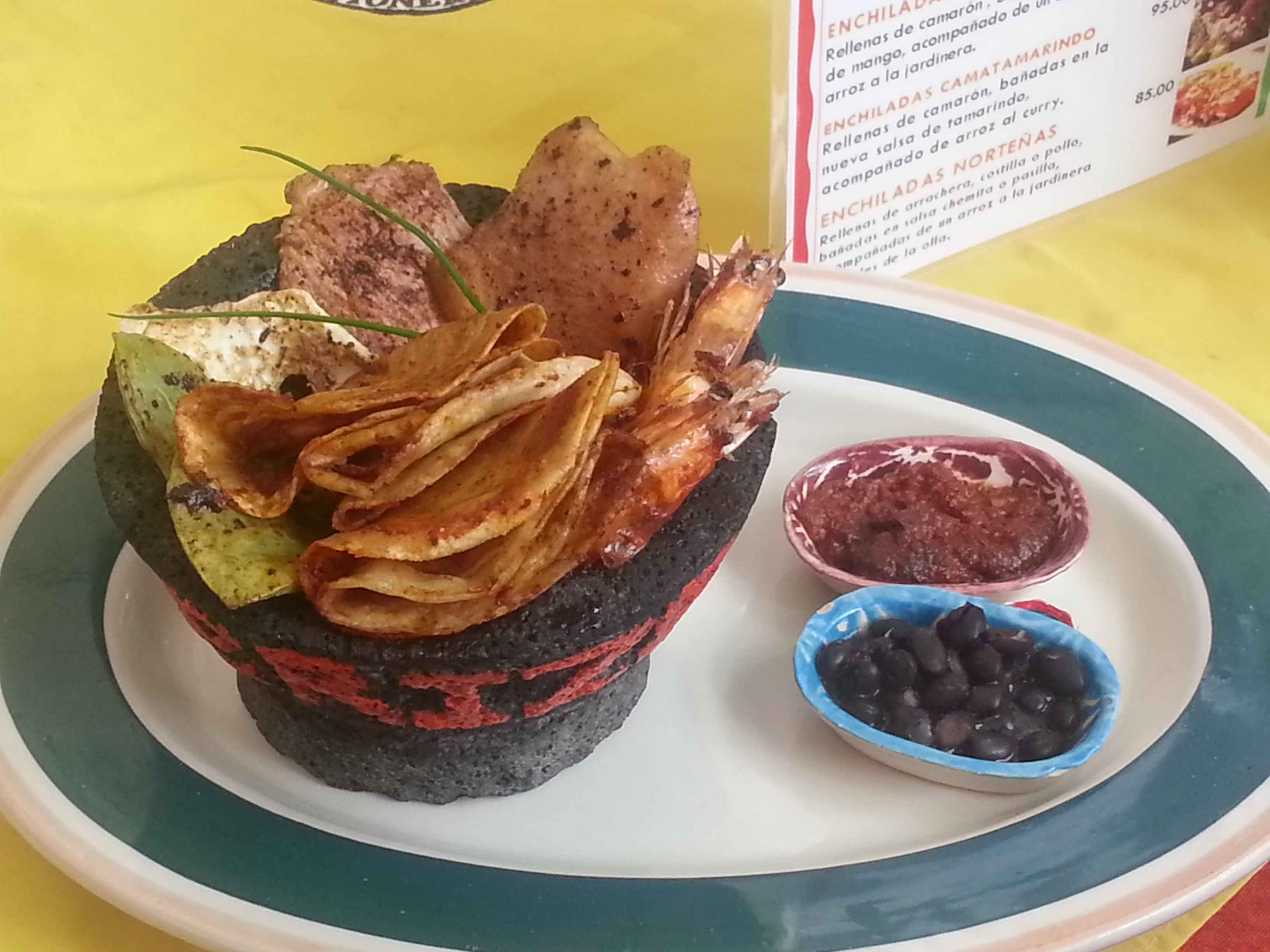
Dobladas en un molcajete

La doblada es un platillo mexicano hecho a base de una tortilla de maíz o tortilla de trigo, doblada una vez, formando un medio círculo, o doblada dos veces, formando un cuarto de círculo, que es sofrita en aceite de oliva, bañada con salsa y espolvoreada con queso Cotija. Como guarnición, puede acompañar algunos platillos como la carne a la tampiqueña, o ser un antojito, como en las enmoladas o las enfrijoladas sin relleno de pollo.